# Biserica Sfântul Nicolae din Orlat

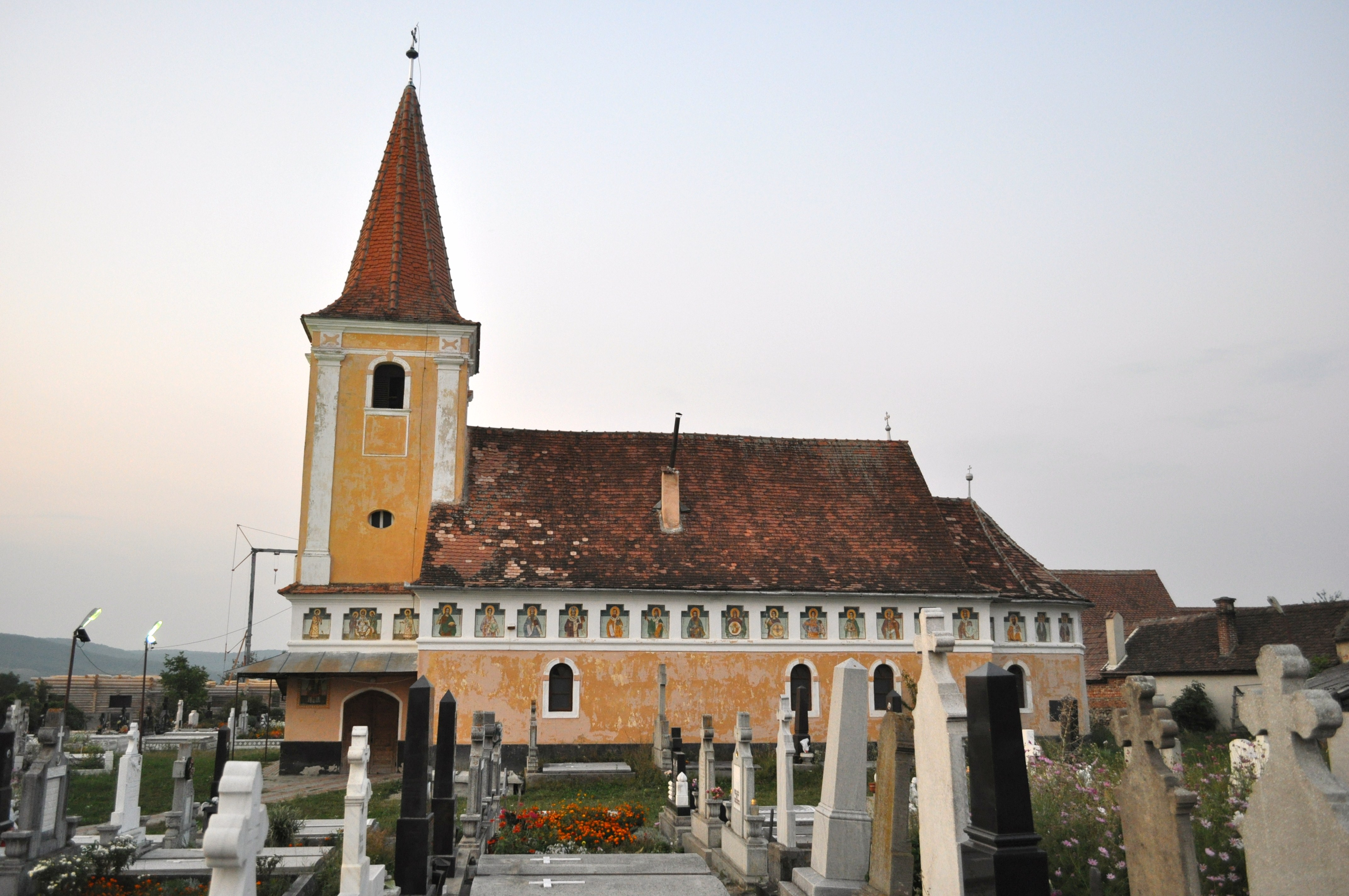
Biserica „Sfântul Nicolae” din Orlat, județul Sibiu, foto: august 2011.

Biserica „Sfântul Nicolae” din Orlat, județul Sibiu, foto: august 2011.

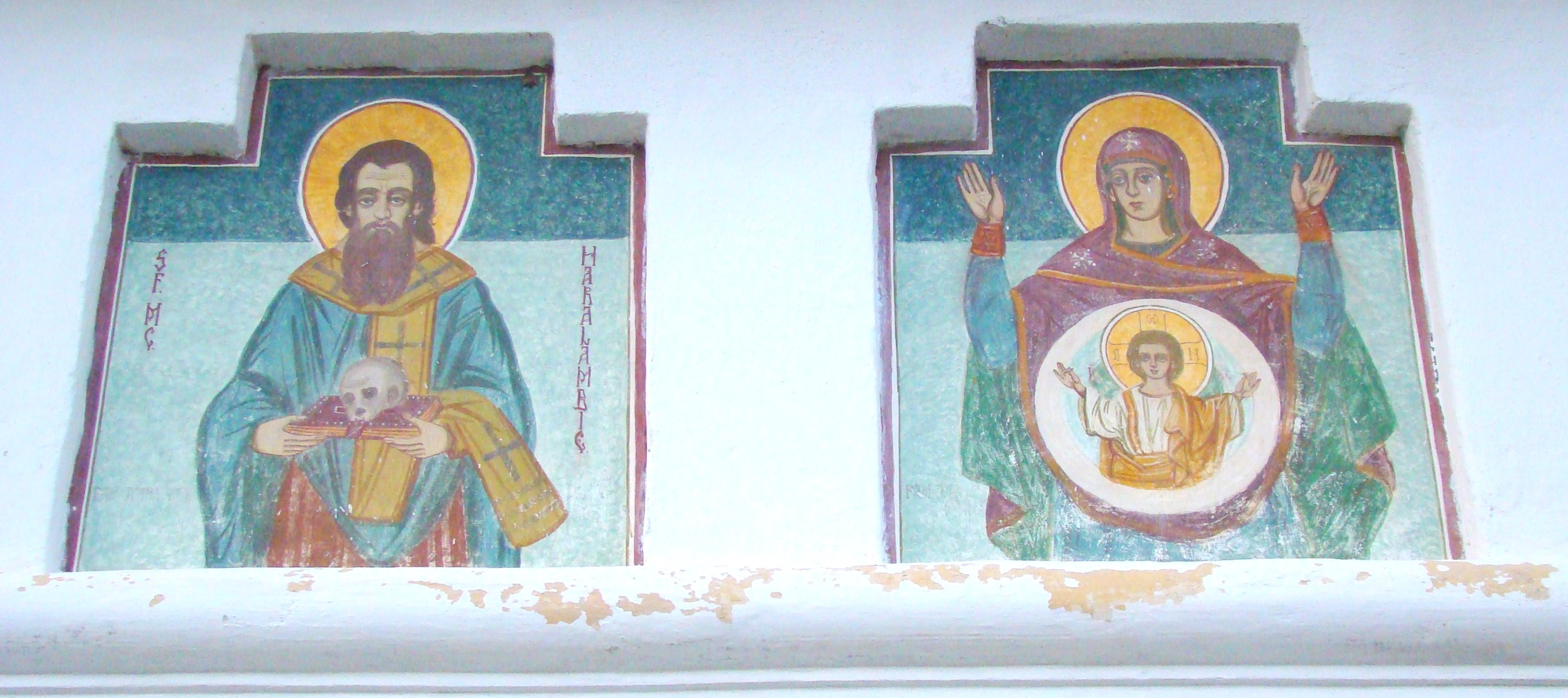
Pictura exterioară

Monumente funerare ale soldaților căzuți pe frontul din Galiția

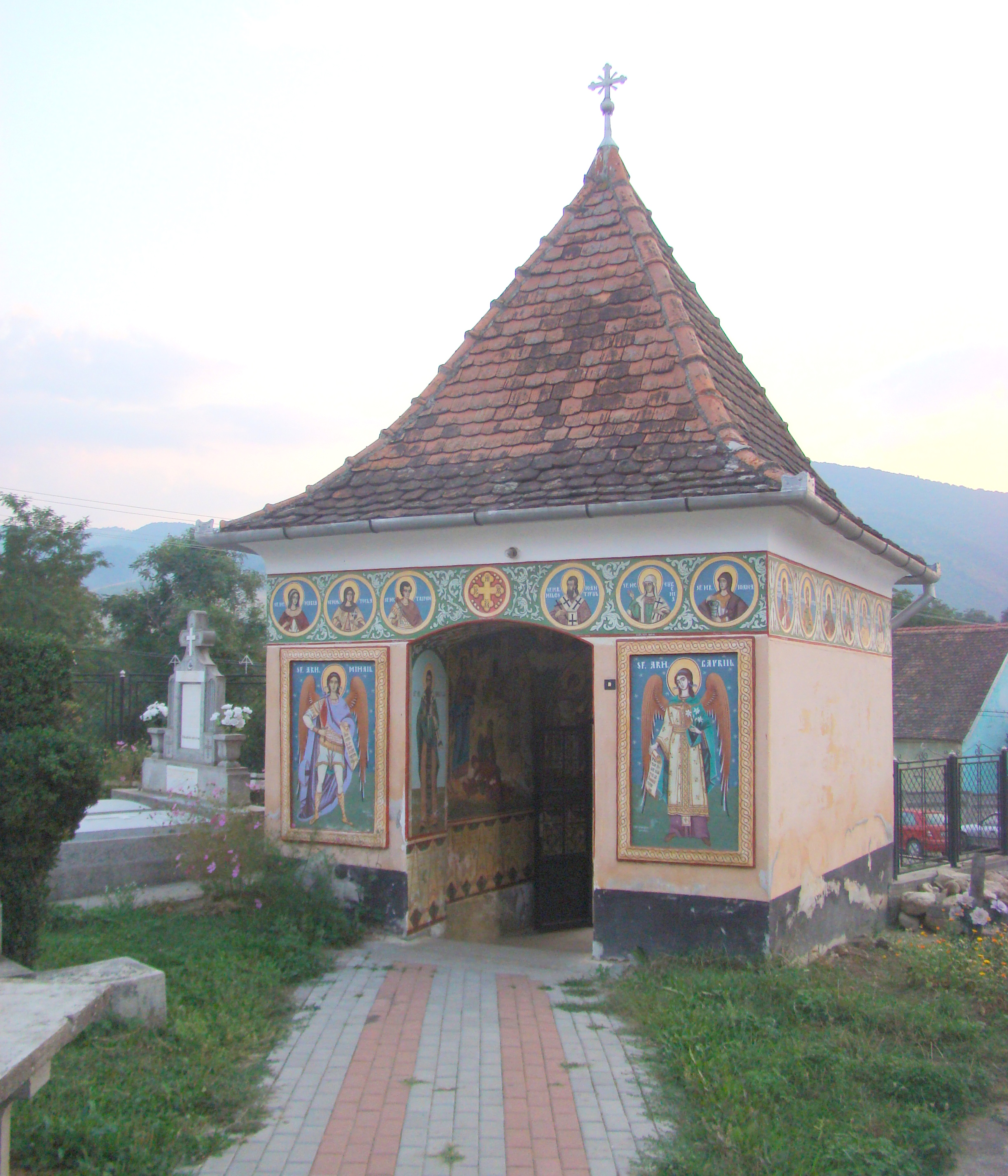
Poarta de acces în curtea bisericii

Biserica „Sfântul Nicolae” din Orlat, județul Sibiu, este una din cele mai vechi biserici române unite (greco-catolice) din Mărginimea Sibiului. Edificiul a fost construit în anul 1796. Lăcașul de cult figurează pe lista monumentelor istorice, sub cod LMI SB-II-m-B-12496. Aici a slujit ca preot unit între anii 1910-1916 scriitorul și academicianul Ion Agârbiceanu.

## Istoric și trăsături
A fost ridicată în anul 1796 în stil baroc, pe o suprafață de 301 mp, cu un turn ascuțit. Biserica este construită din piatră și cărămidă și acoperită în întregime cu țiglă. A fost zugrăvită în frescă de Simion Zugravul, în anul 1798. Pictura murală a bisericii, semnalată de Ioan Lupaș în 1924, este astăzi dispărută.
Simon, inițial “ot Craiova”, din 1780 “ot Belgrad”, a fost unul din cei mai importanți artiști români ai celei de-a doua jumătăți a veacului al XVIII-lea, valoarea operei sale fiind dată atât de calitatea exemplară a execuției, de mediul artistic pe care l-a frecventat, dar și de numărul impresionant de lucrări care au supraviețuit bătăliei cu timpul.

## Imagini din exterior

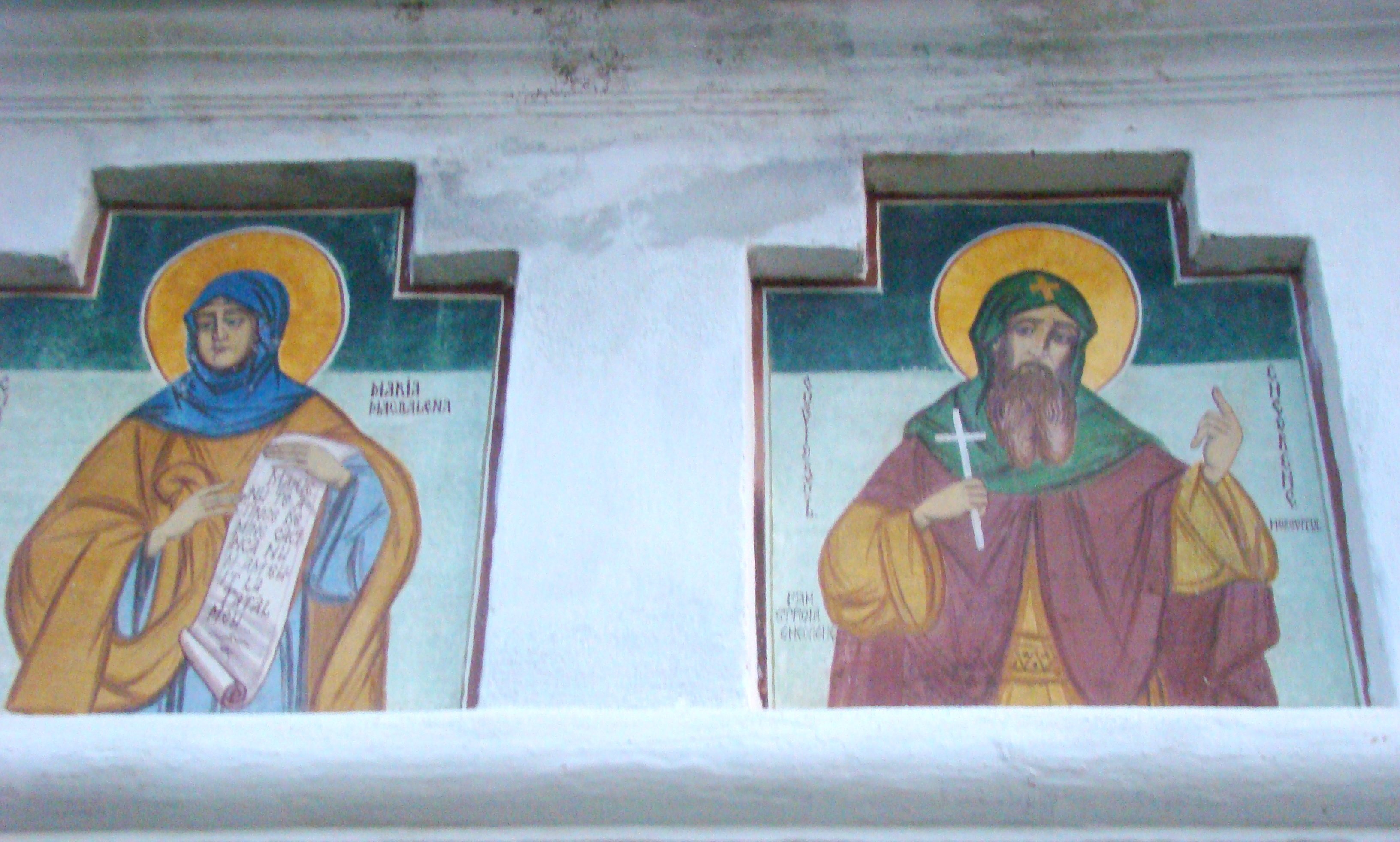
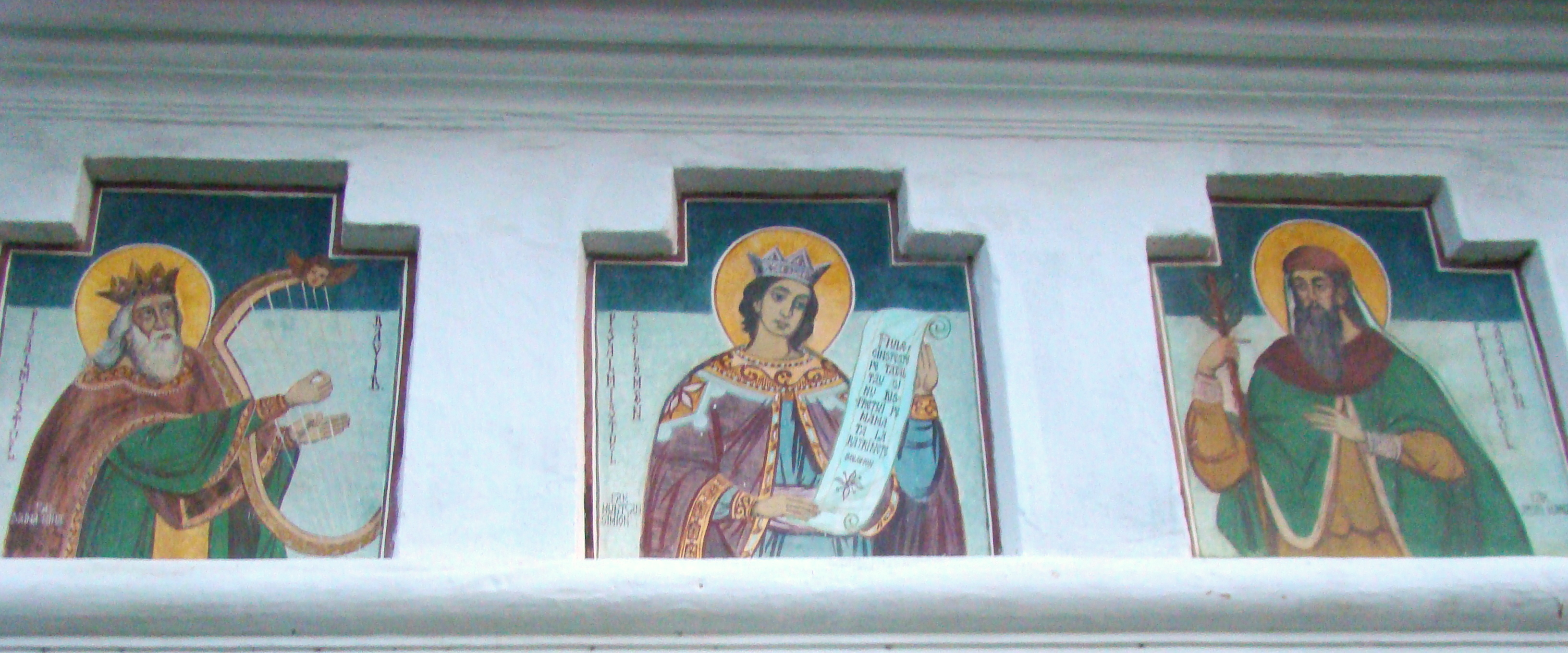
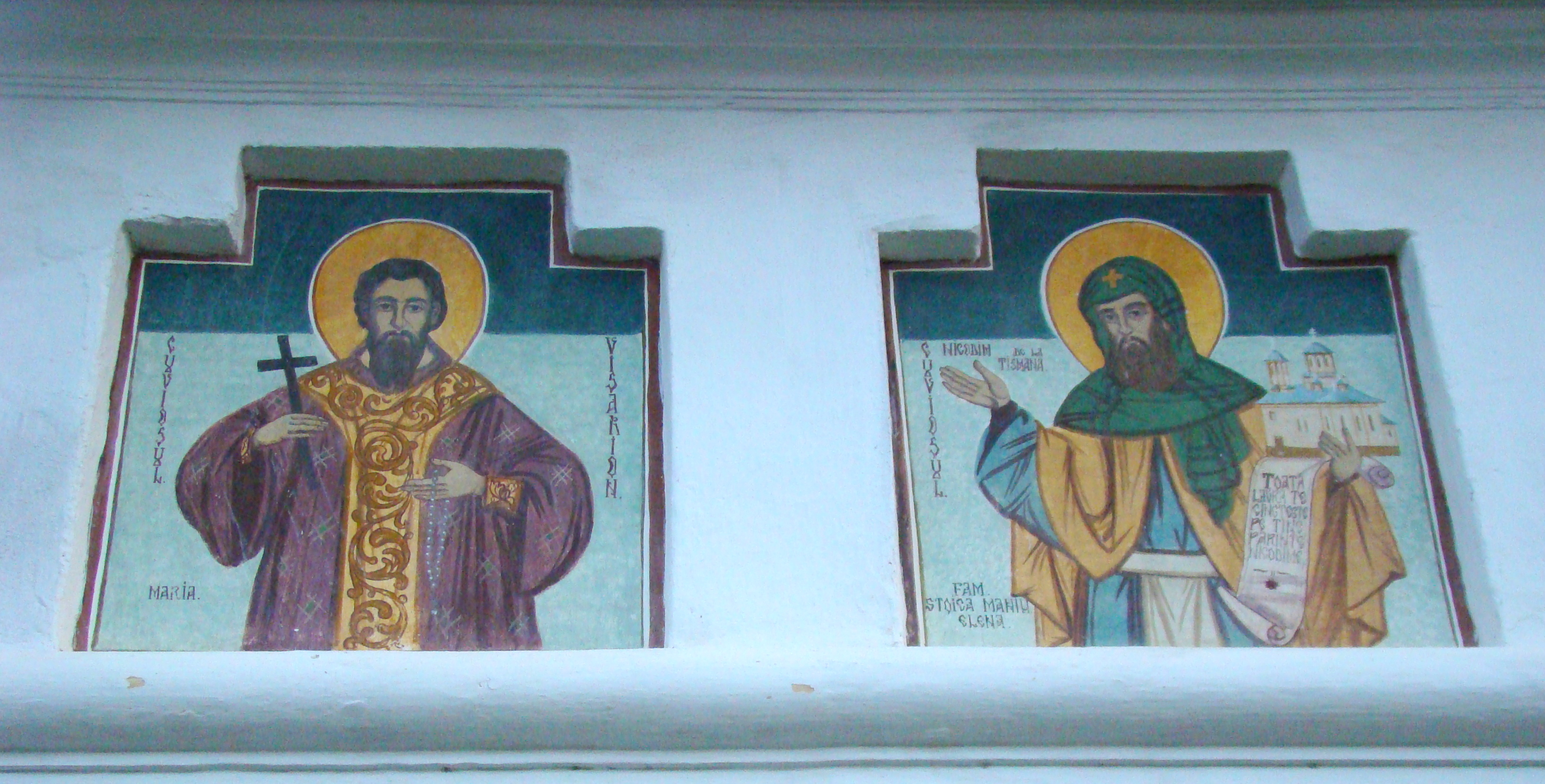
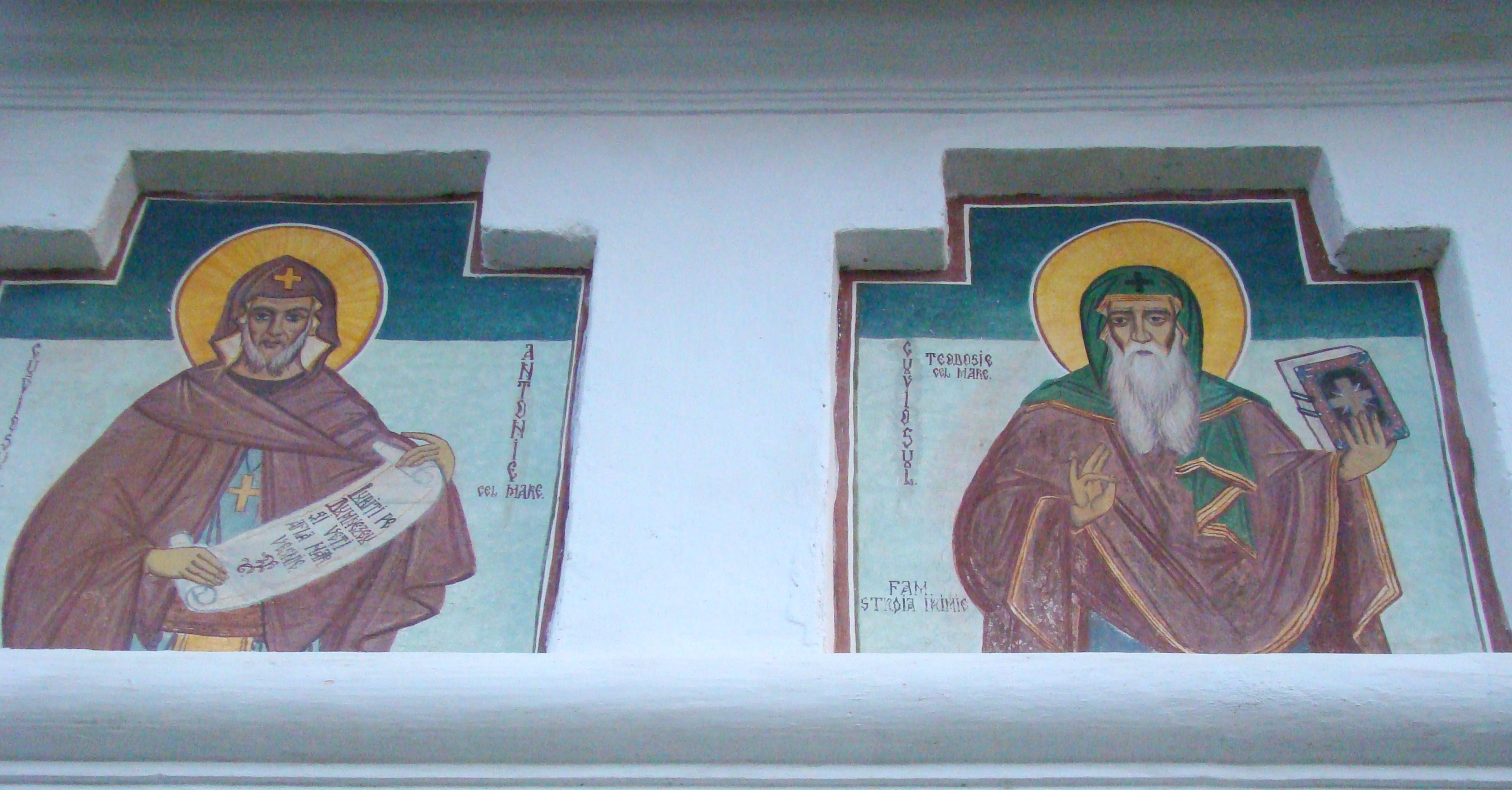
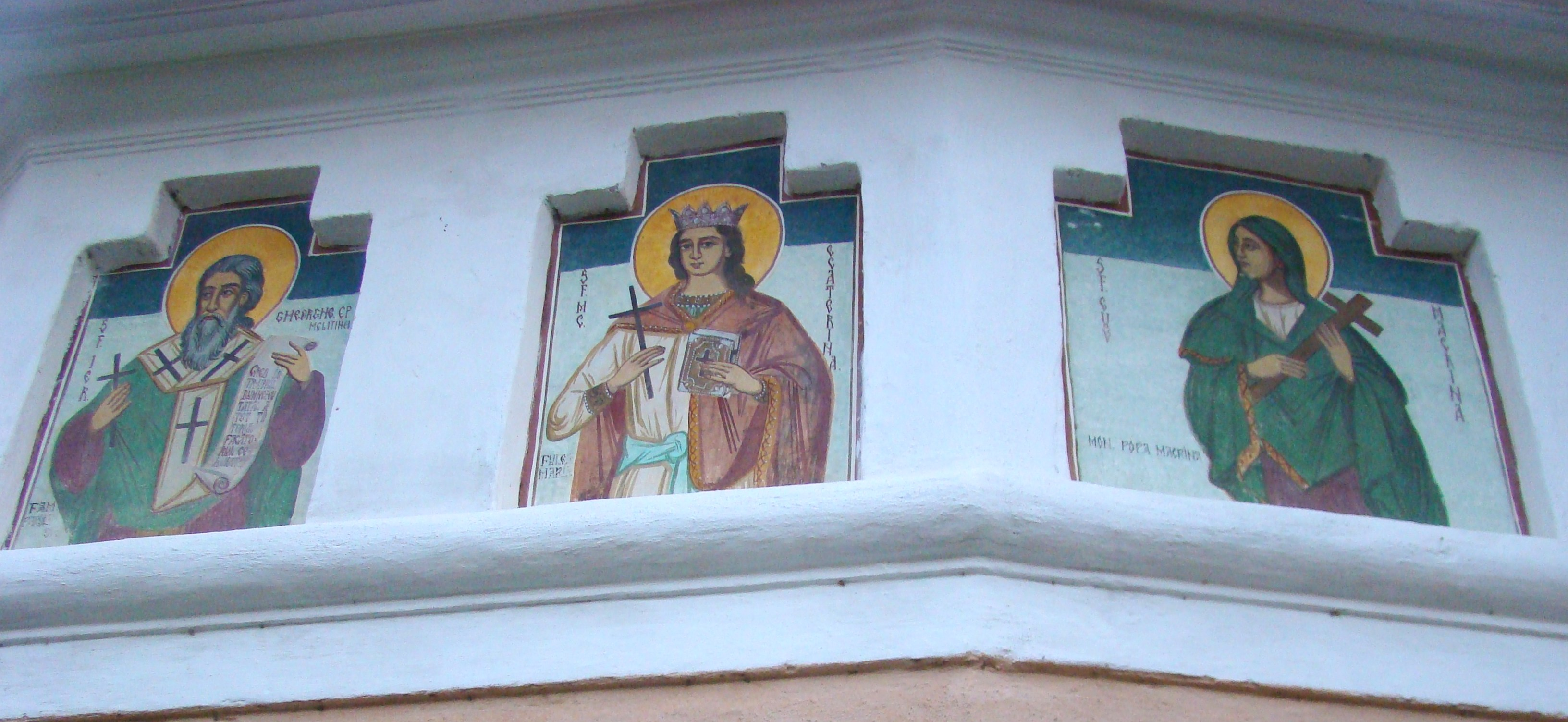
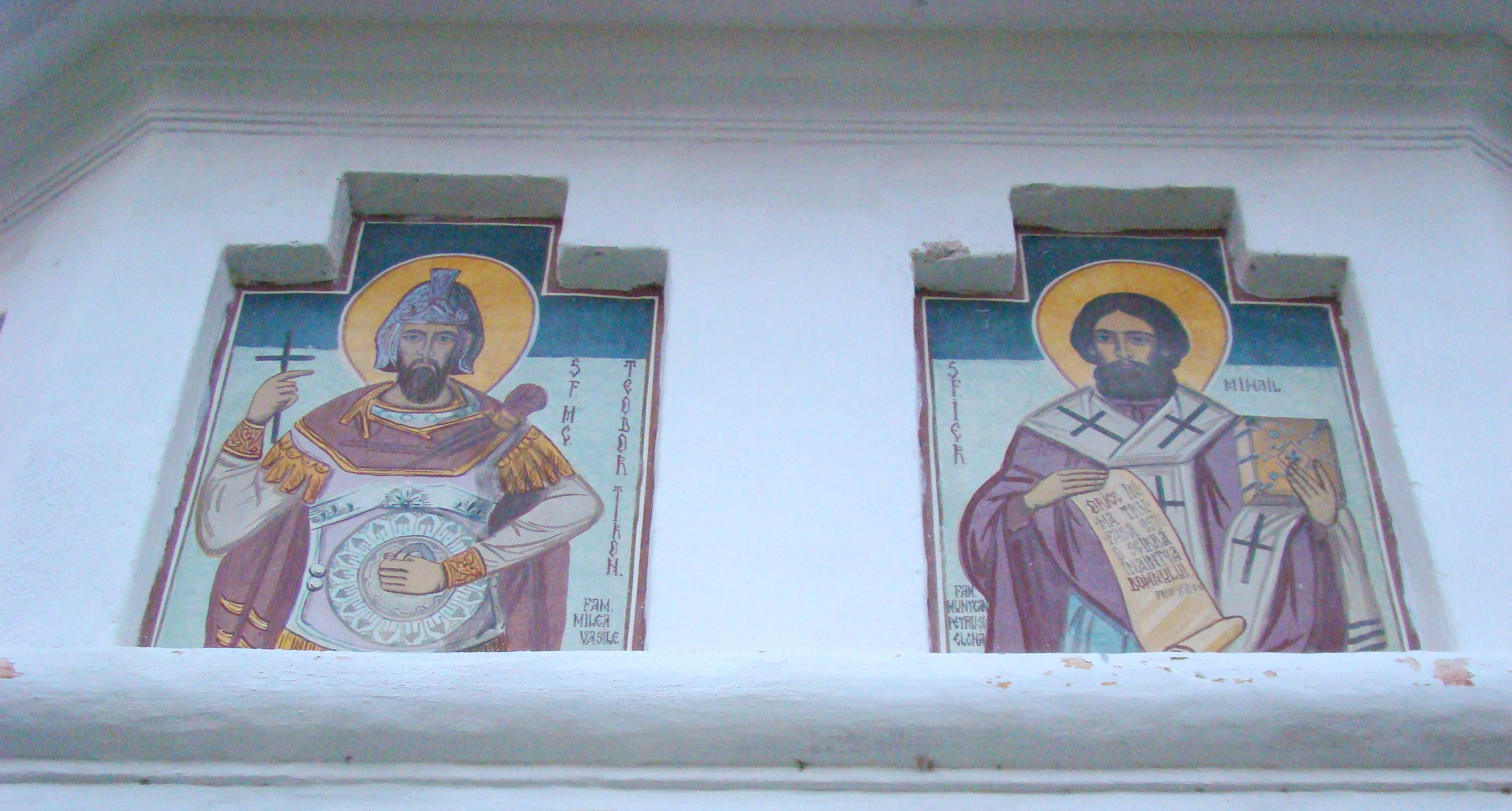
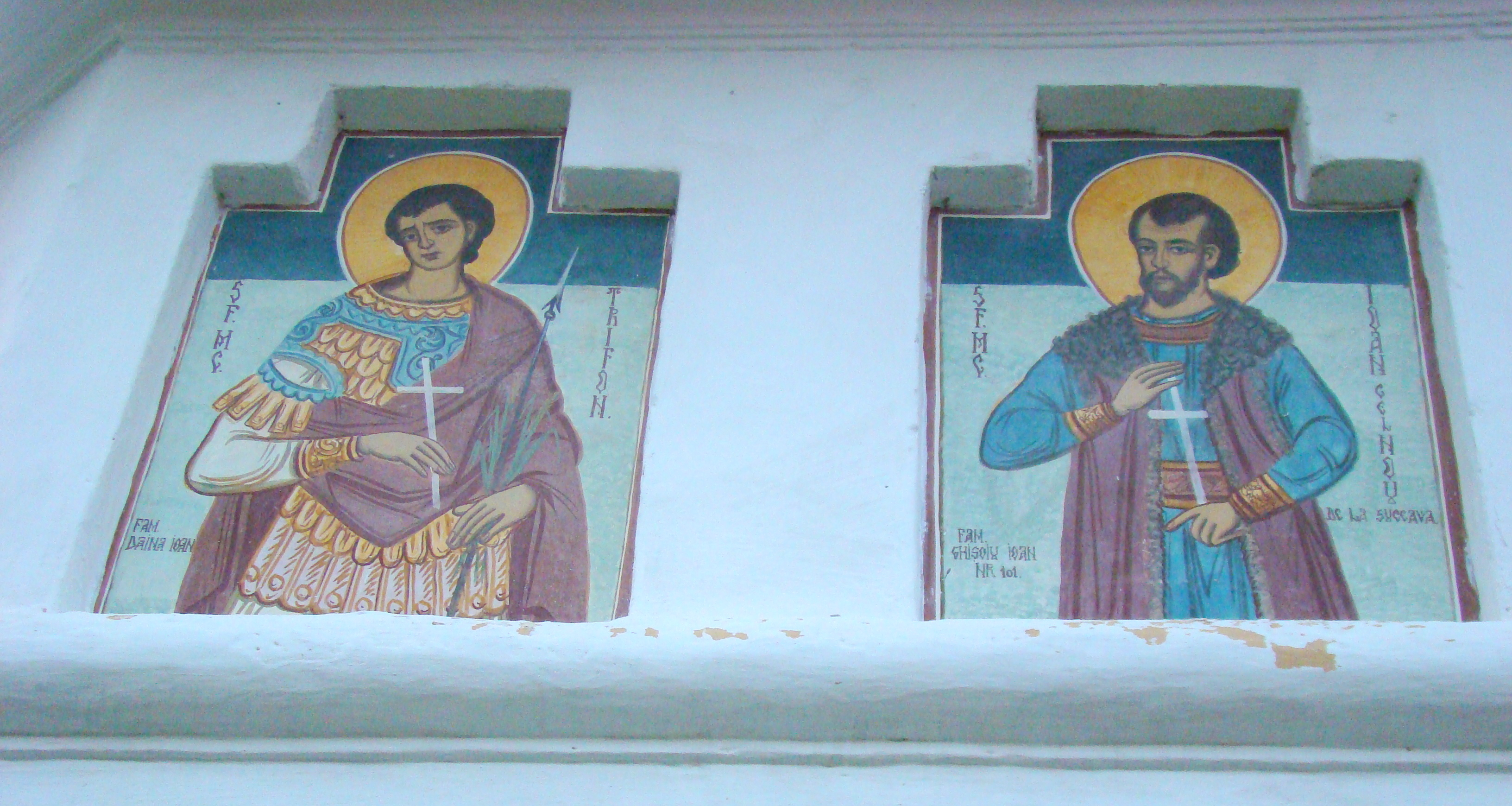
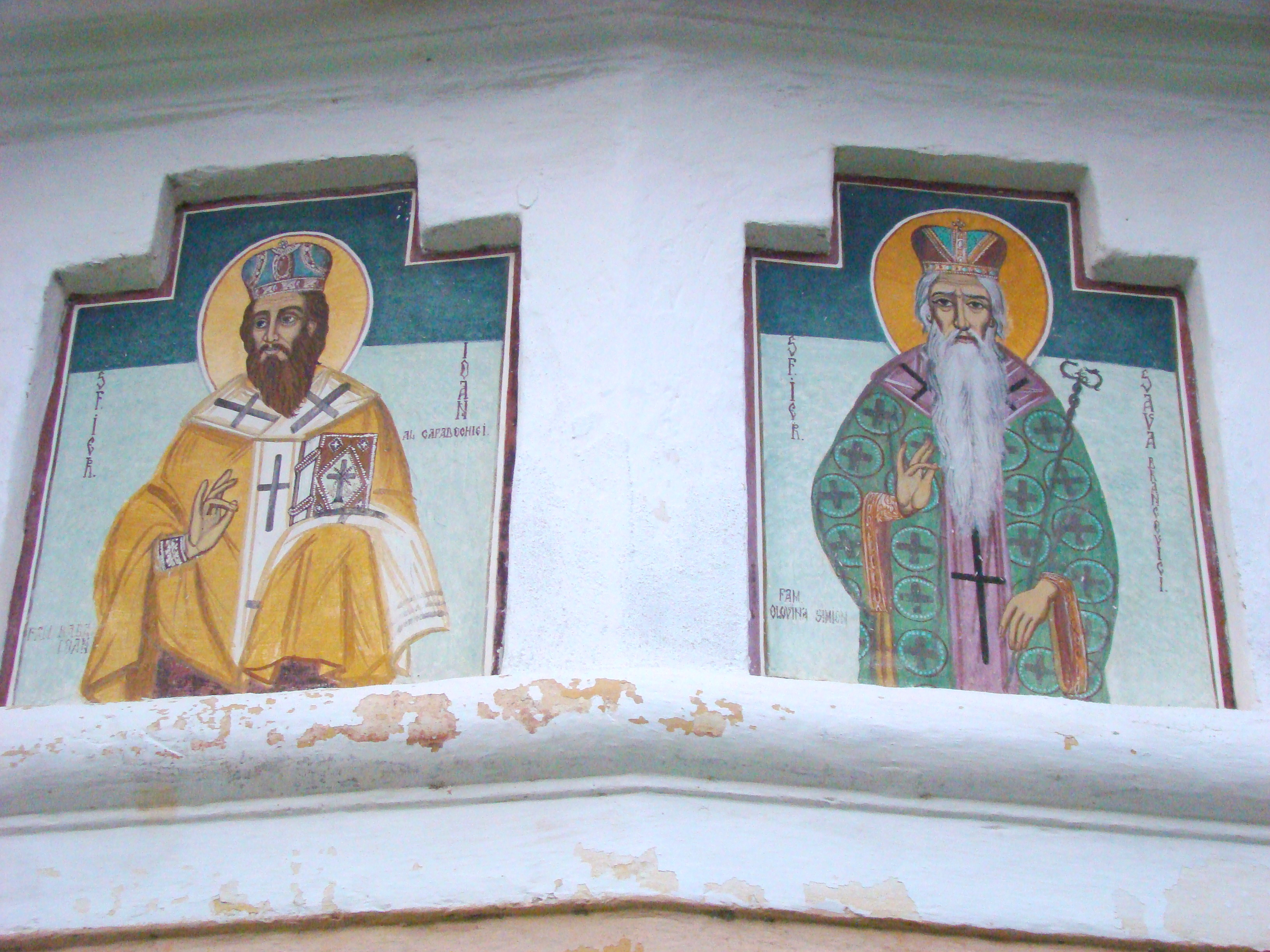
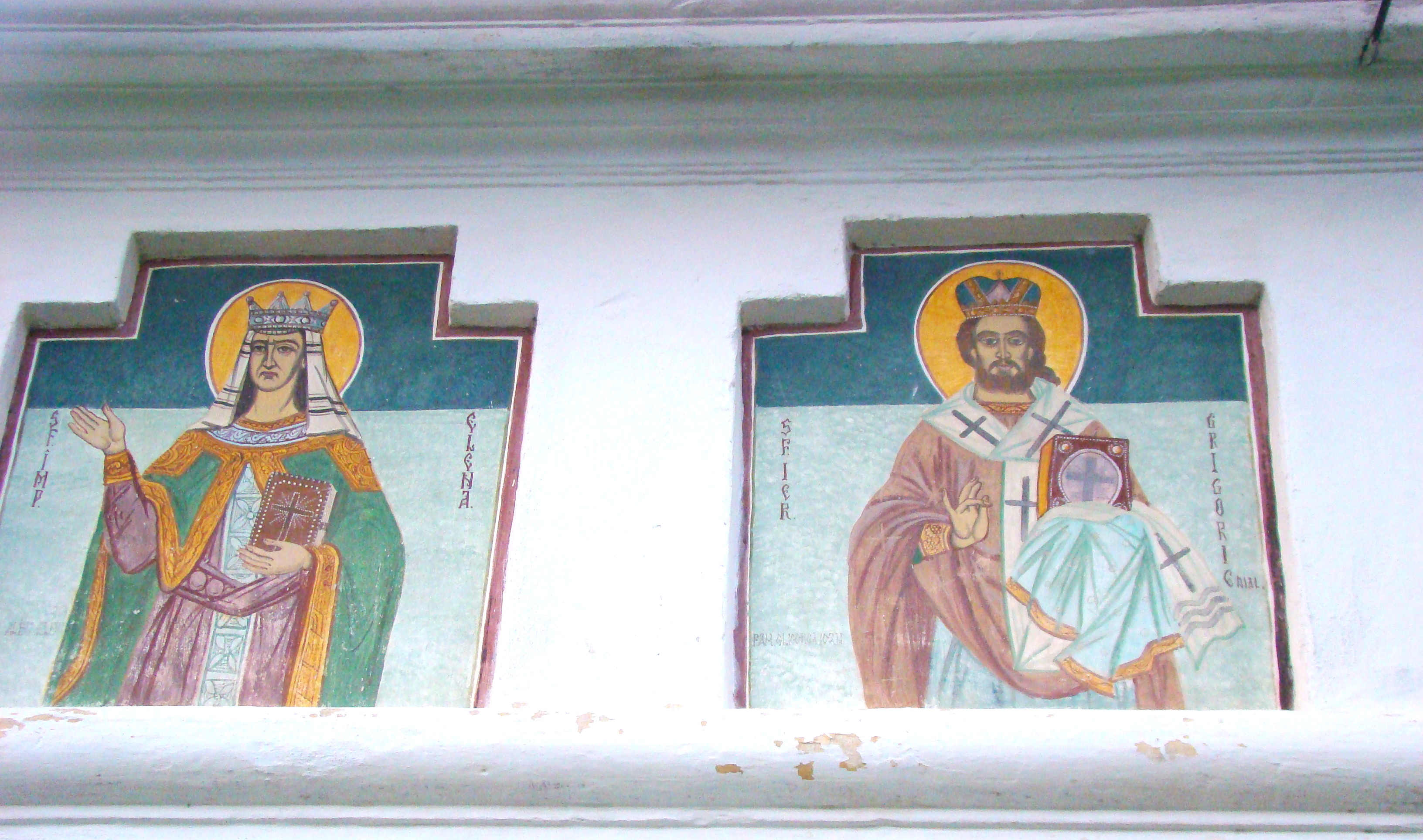
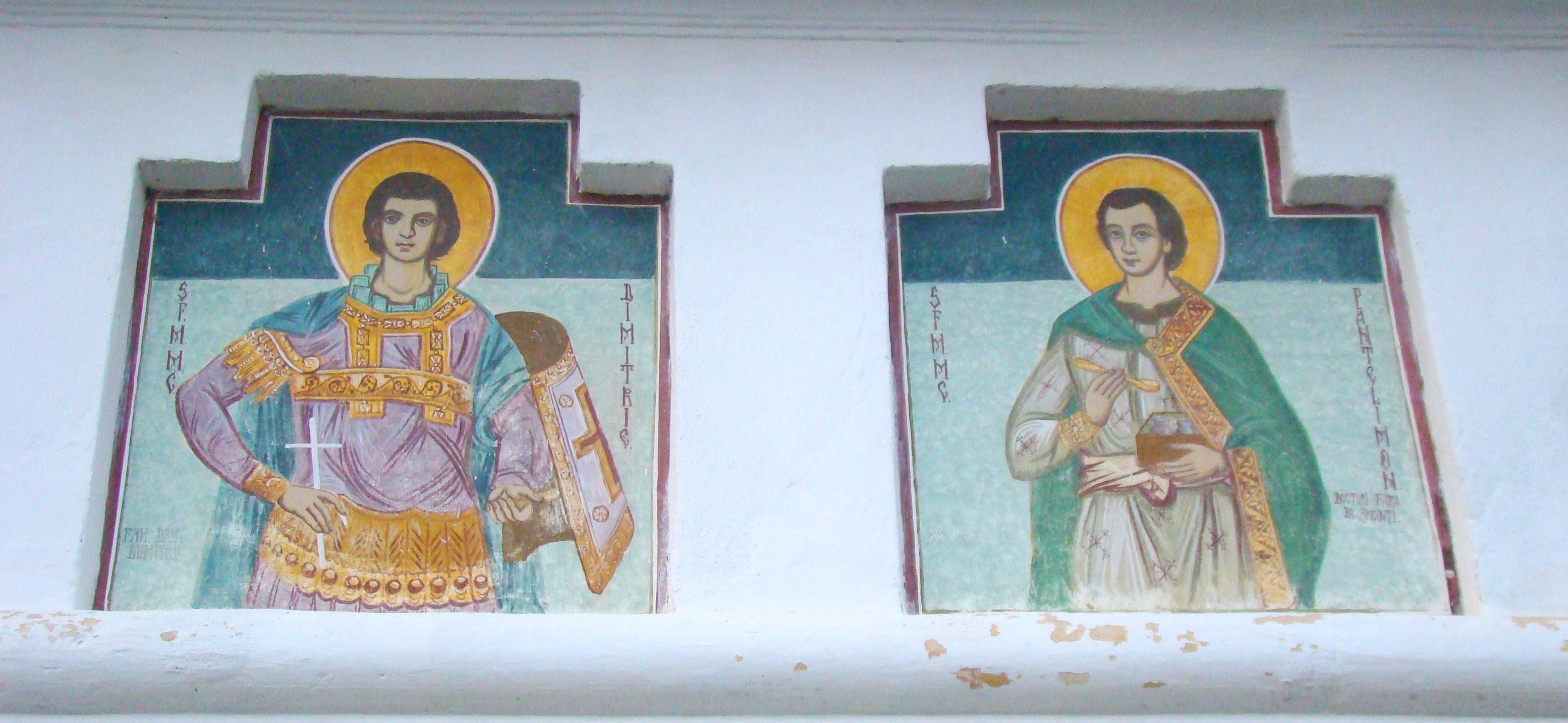
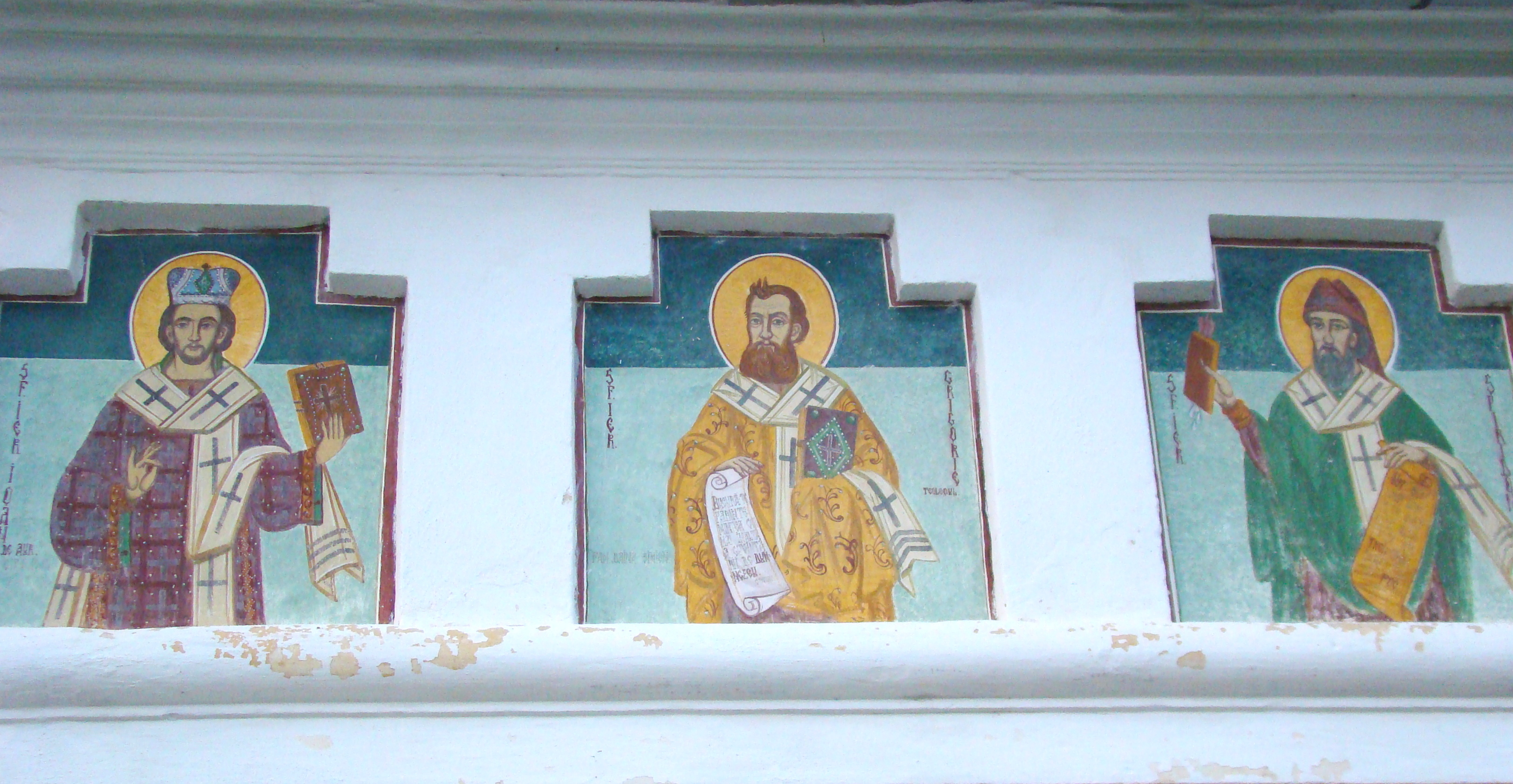
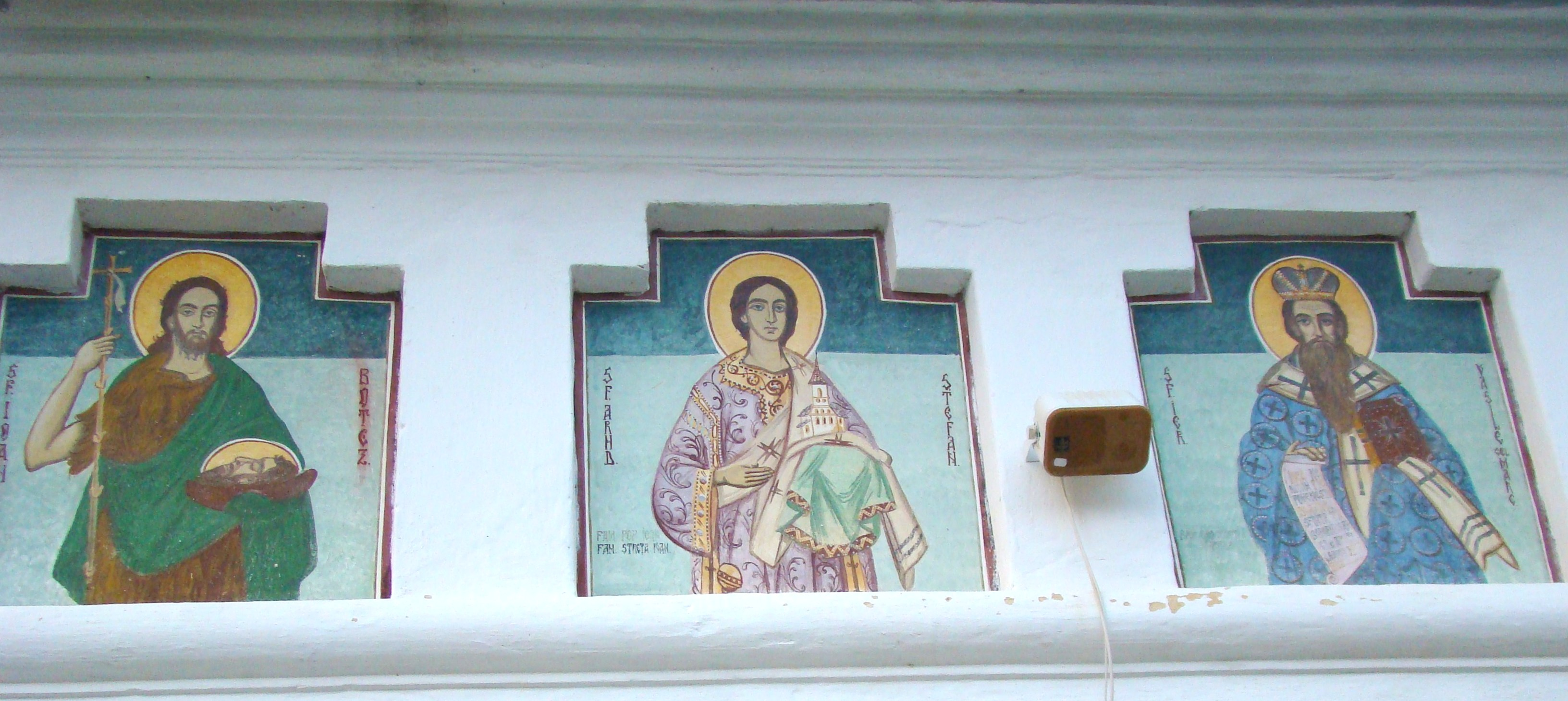
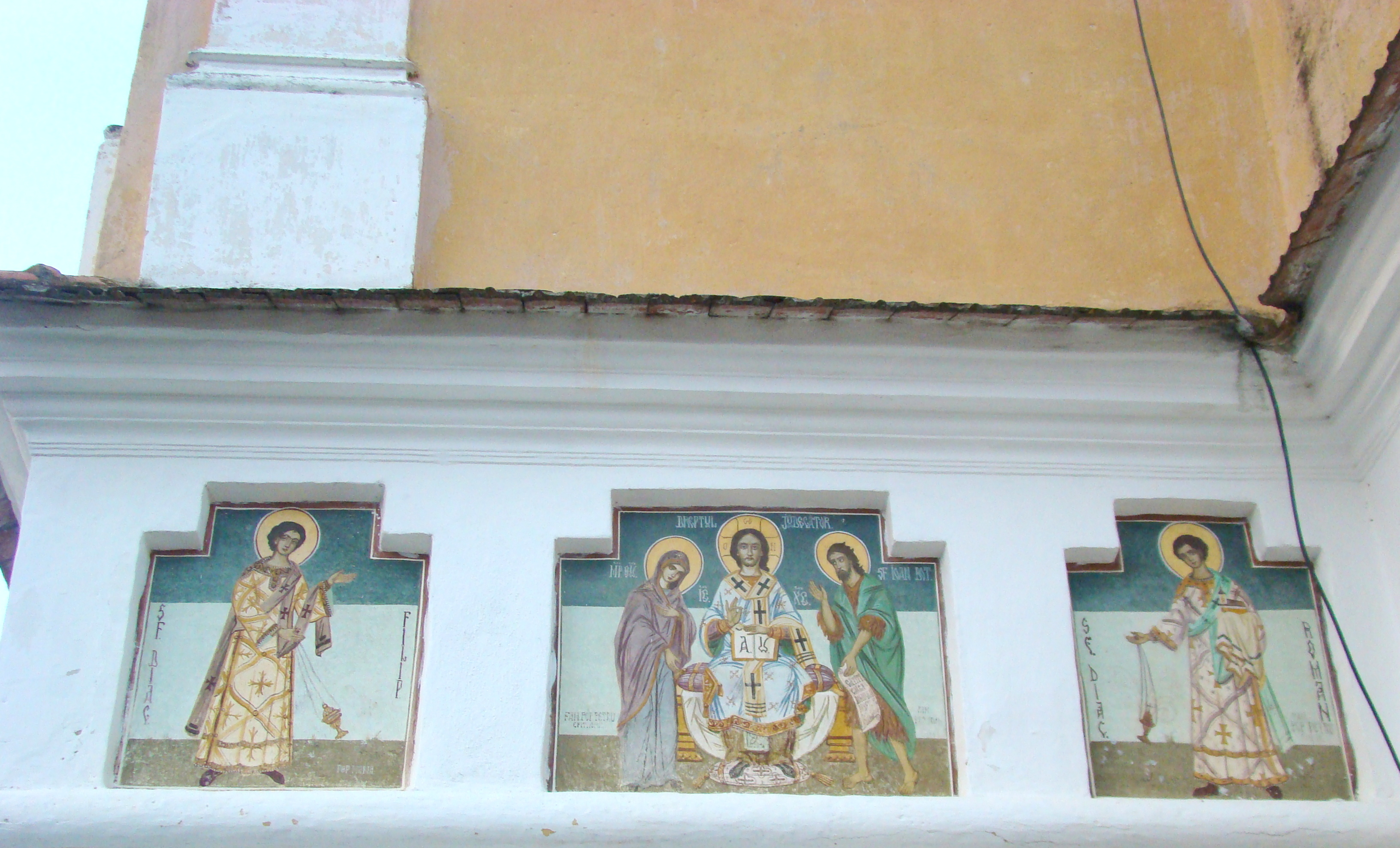